# Kathryn Brown
Kathryn Brown är en brittisk konsthistoriker och författare. Hon föreläser vid Loughborough University.